# 타오바오 연맹
타오바오 연맹(淘宝联盟) 또는 알리마마(阿里妈妈)는 2007년 알리바바에서 서비스하는 광고 프로그램이다.

## 같이 보기
- 애드센스
- 애드 매니저